# Красный Алес
Красный Алес (бел. Чырво́ны Алёс; до 30 июля 1964 года — Алёс) — посёлок в Добрушском районе Гомельской области Беларуси. Входит в состав Переростовского сельсовета.

## Административное устройство
До 16 декабря 2009 года в составе Васильевского сельсовета. До 9 апреля 2023 года входил в состав Тереховского сельсовета.

## География

### Расположение
В 22 км на северо-восток от Добруша, 6 км и железнодорожной станции Тереховка (на линии Гомель — Унеча), 50 км от Гомеля.

## Транспортная сеть
На автомобильной дороге Васильевка — Добруш. Планировка состоит из прямолинейной улицы, ориентированной с юго-востока на северо-запад и застроенной двусторонне деревянными домами.

## История
Основан в начале XX века переселенцами из соседних деревень. В 1926 году в Васильевском сельсовете Краснобудского района Гомельского округа. В 1930 году создан колхоз имени Войкова, работала ветряная мельница. Во время Великой Отечественной войны 21 житель погиб на фронте. В 1959 году в составе колхоза имени Ю.А. Гагарина (центр — деревня Васильевка).
До 16 декабря 2009 года в составе Васильевского сельсовета.

## Население

### Численность
- 2004 год — 50 хозяйств, 102 жителя

### Динамика
- 1926 год — 56 дворов, 297 жителей
- 1959 год — 369 жителей (согласно переписи)
- 2004 год — 50 хозяйств, 102 жителя

## Известные уроженцы
- Варганов Леонид Перфильевич — Герой Социалистического Труда